# Strággajávrre
Strággajávrre är en sjö i Arjeplogs kommun i Lappland och ingår i Saltelvas huvudavrinningsområde. Sjön har en area på 0,446 kvadratkilometer och ligger 615,2 meter över havet.

## Delavrinningsområde
Strággajávrre ingår i det delavrinningsområde (740537-150254) som SMHI kallar för Gräns mot Norge. Medelhöjden är 660 meter över havet och ytan är 5,06 kvadratkilometer. Räknas de 3 avrinningsområdena uppströms in blir den ackumulerade arean 28,16 kvadratkilometer. Vattendraget som avvattnar avrinningsområdet har biflödesordning 3, vilket innebär att vattnet flödar genom totalt 3 vattendrag innan det når havet efter 5,5 kilometer. Avrinningsområdet består mestadels av skog (35 procent) och kalfjäll (54 procent). Avrinningsområdet har 0,52 kvadratkilometer vattenytor vilket ger det en sjöprocent på 10,3 procent.